# Munthe plus Simonsen
munthe plus simonsen er et dansk modefirma som har butik i København, Århus og Oslo. Butikkerne sælger både munthe plus simonsens egen kollektion, Naja Munthes interiør linje Casa de Luxe og andet interiør.
Designfirmaet Munthe plus Simonsen blev etableret i 1994 af designerne Naja Munthe og Karen Simonsen.
De havde mødt hinanden tre år tidligere på en designskole i Kolding, og i 1995 kunne de lancere deres første kollektion. Der var ekstra opmærksomhed på tøjmærket ved nytåret 2002, efter det kom frem, at justitsminister Lene Espersen havde lånt sit nytårsgallatøj hos de to designere uden at betale for det. I 2004 modtog de to designere prisen som 'Årets Erhvervskvinde 2004' af champagnehuset Veuve Clicquot. Den 11. juli 2006 meddelte firmaet Sø- og Handelsretten, at det gik i betalingsstandsning. Firmaet kom dog helskindet igennem betalingsstandsningen og driver i dag en sund virksomhed.
Til at promovere kollektionerne har munthe plus simonsen ofte brugt utraditionelle modeller, f.eks. skuespillerne Iben Hjejle og Ole Lemmeke.
I 2009 overtog Naja Munthe virksomheden og hun står i dag for al design, og munthe plus simonsen sælges nu i mere end 15 forskellige lande globalt. Under Copenhagen Fashion Week afholder mærket et spektakulært modeshow, som viser næste sæsons kollektion.
I 2014 relancerede Naja Munthe brandet under navnet Munthe
Munthes stil er ofte blevet kaldt for storby-boheme og kollektionerne indeholder altid både rå og luksuriøse elementer.

## Ekstern henvisning
- Munthe